# Carduelis johannis
Carduelis johannis là một loài chim trong họ Fringillidae.